# Bristol Motor Speedway
Le Bristol Motor Speedway, connu à l'origine sous les dénominations Bristol International Raceway et Bristol Raceway, est un circuit automobile ovale NASCAR de type short track (« piste courte ») situé à Bristol dans le Tennessee. Construit en 1960, il accueille sa première course automobile le 30 juillet 1961.
Bristol est le circuit préféré de nombreux fans de NASCAR. Ses deux événements annuels de NASCAR Cup Series attirent le plus grand nombre de spectateurs de tous les événements sportifs se déroulant dans l'État du Tennessee. Le World's Fastest Half Mile (ou "Demi mile le plus rapide du monde") bien que mesurant exactement 0,533 3 mile ou 858 mètres, est légendaire d'une part pour ses courses serrées et très disputées et d'autre part pour les hurlements assourdissants des moteurs réverbérés par les tribunes qui entourent complètement le circuit.
Bristol est connu comme un circuit qui combine les vitesses élevées des speedways avec la conduite rugueuse des short-tracks. Le record de vitesse en qualification établi par Kyle Busch en 2013 est de 208,466 km/h. Originaire du Tennessee, Darrell Waltrip y détient le record de victoires en NASCAR Cup Series avec douze courses remportées dont sept consécutivement entre 1981 et 1985.

## Histoire
Le Bristol International Speedway est construit en 1960-1961 par Larry Carrier, Carl Moore, et R.G. Pope tous trois architectes à Bristol. Le circuit est un ovale parfait d'un demi-mile (805 mètres) présentant des virages inclinés (banking) à 22°. Les tribunes originales ont une capacité de plus de 18 000 places, ce qui fait du circuit un des plus grands de son époque puisque la plupart des circuits de NASCAR Grand National (Cup Series actuelle) accueillaient moins de 10 000 fans. Larry Carrier y installe également en son centre, un terrain de football américain espérant y attirer des rencontres NFL d'avant saison.
Le 30 juillet 1961, Johnny Allen remporte la course inaugurale disputée à l'occasion du championnat de NASCAR Grand National.

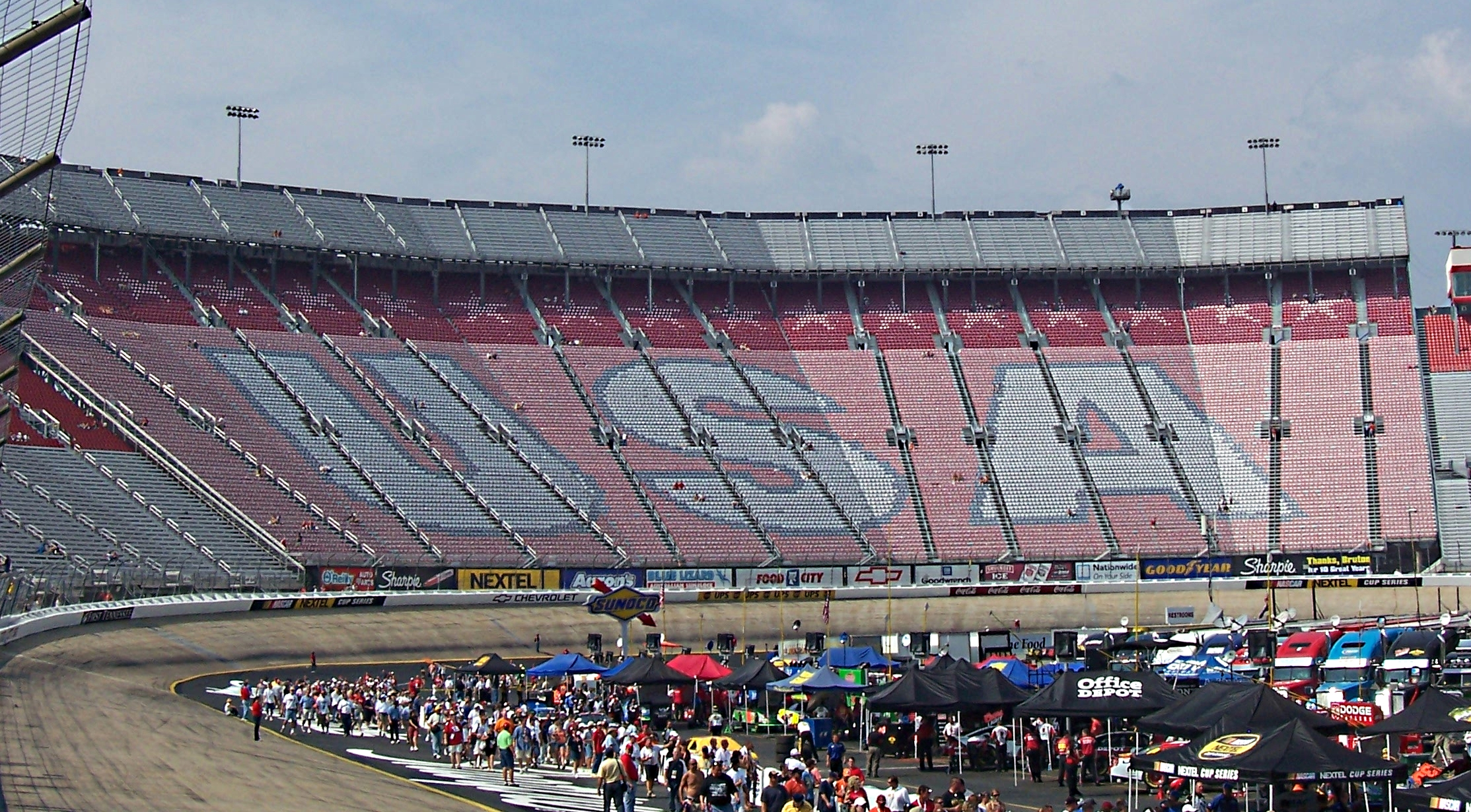
La tribune Alan Kulwicki avant la course Sharpie 500 de 2006.

En 1969, la longueur de la piste est portée à 0,533 mile (858 m) (sa distance actuelle) tandis que l'inclinaison des virages passe à 36° et celle des lignes droites à 16°. Ces inclinaisons (banking) sont les plus élevée de la Cup Series. La capacité d'accueil des tribunes est également augmentée et dépasse les 30 000 places. Ces modifications augmentent nettement les vitesses de qualification celles-ci passant de 142,699 km/h (course du printemps 1969) à 166,458 km/h (course d'été 1969). Les vitesses plus élevées provoquent de nombreux accidents et dix voitures seulement sur les trente-deux engagées termineront la première course disputée sur cette nouvelle piste. Les pilotes et la mécanique vont ensuite s'adapter aux vitesses plus élevées et le taux d'accident diminuera.
En 1996, le circuit est racheté par la Speedway Motorsports Inc. Le nouveau propriétaire y investi plusieurs millions, faisant du Bristol la plus grande et la plus moderne des enceintes sportives de l'État du Tennessee. Le nombre de places assises est régulièrement augmenté. En 1998, il passe de 71 000 à 131 000 places, en 2000 à 147 000 en 2000 et en 2002 à 160 000 places. Actuellement, le complexe dispose de 165 000 places.
La piste a célébré son cinquantième anniversaire en 2011.

## Le Dragstrip
Il existe à côté du Speedway un dragstrip de 402 m.
Larry Carrier, propriétaire du Bristol Dragway, avait conclu en novembre 1970, un contrat avec l'International Hot Rod Association (IHRA). À la reprise du site par Bruton Smith, celui-ci s'engage avec la fédération rivale la National Hot Rod Association (NHRA) ce qui met un terme aux courses IHRA. Depuis, une épreuve de NHRA est organisée chaque année sur le dragstrip.
Cette piste pour dragsters est depuis longtemps surnommée la Thunder Valley en raison de son emplacement et des paysages environnants.

## Courses actuelles
- NASCAR Cup Series
  - Food City 500 (1961–présent)
  - Bass Pro Shops NRA Night Race (1961- présent)
- Xfinity Series
  - Fitzgerald Glider Kits 300 (en) (1982–1983, 1985–présent)
  - Food City 300 (en) (1982–présent)
- NASCAR Camping World Truck Series
  - UNOH 200 (en) (1995–1999, 2003–présent)
- NASCAR K&N Pro Series East (en)
  - PittLite 125 (2012–présent)
- NASCAR Whelen Modified Tour (en)/Whelen Southern Modified Tour (en)
  - UNOH Perfect Storm 150 (2009–présent)
- NRHA Mello Yello Drag Racing Series
  - NHRA Thunder Valley Nationals (1999–présent)

## Anciennes courses
- American Speed Association National Tour (1982–1983)
- ARTGO Challenge Series (1987)
- ASA Late Model Series (2007–2008)
- Automobile Racing Club of America (ARCA) Racing Series presented by Menards : Tennessee 500 (1968–1969)
- USAR Hooters Pro Cup Series : Food City 150 (2004–2008, 2010)
- Frank Kimmel Street Stock Nationals (2008)[2]
- INEX) raceCeiver Legends Car Series/Bandoleros : Battle of Bristol (2007–2008)[3]
- Must See Racing Xtreme Sprint Car Series (2011)
- NASCAR AutoZone Elite Division, Southeast Series : All Pro Series (1982–1983, 1994–1997, 1999–2002)
- NASCAR International Sport Compact Auto Racing Series : Goody's Dash Series (1975, 1978–1981, 1986–1987, 1994–2003)
- NASCAR Grand American : Grand Touring (1968)
- NASCAR Xfinity Series : Late Model Sportsman National Championship (1972, 1977–1978)
- Red Bull Global Rallycross Championship (2013)
- Red Bull Global Rallycross Championship Lites (2013)
- Rolling Thunder Modifieds (2011)[4]
- UARA-STARS Late Model Series (2004–2005, 2007–2009)
- World of Outlaws Sprint Cars : Channellock Challenge (2000–2001)

## Records
- Meilleur tour (global) en course : Brian Gerster, 12,742 s (242,343 km/h) 1er octobre 2011
- NASCAR Cup Series/Xfinity Series/Camping World Truck Series Course : Kyle Busch, premier pilote NASCAR à gagner les trois courses en un weekend (2010)
- NASCAR Cup Series Qualifications: Denny Hamlin, 14,573 s (211,899 km/h), 19 août 2016
- NASCAR Cup Series Course (500 tours) : Charlie Glotzbach (en), 2 h 38 min 12 s – 162,663 km/h, 1971
- NASCAR Xfinity Series Qualifications: Erik Jones, 15,002 s (205,840 km/h), 19 août 2016
- NASCAR Xfinity Series Course (300 tours) : Kyle Busch, 2 h 13 min 59 s (115,239 km/h), 25 mars 2006
- NASCAR Xfinity Series Course (250 tours) : Harry Grant, 1 h 26 min 2 s, 149,555 km/h, 1992
- NASCAR Camping World Truck Series Qualifications: Daniel Suarez, 14,884 s (207,364 km/h), 17 août 2016
- NASCAR Camping World Truck Series Course: Travis Kvapil, 1 h 12 min 1 s, 142,931 km/h, 2003
- NASCAR Whelen Modified Tour Qualifications: Woody Pitkat, 14,654 s (210,728 km/h), 2015
- ASA Late Model Series Qualifications : Justin Larson, 15,147 s (203,868 km/h), 2008

### Records en NASCAR Cup Series
(Dernière mise à jour le 27 août 2014)
| + de victoire        | 12    | Darrell Waltrip              |
| + de Top 5           | 26    | Richard Petty                |
| + de Top 10          | 37    | Richard Petty                |
| + de participation   | 60    | Richard Petty                |
| + de Pole position   | 9     | Mark Martin, Cale Yarborough |
| + de tours parcourus | 25530 | Terry Labonte                |
| + de tour mené       | 4305  | Cale Yarborough              |

## Autres sports
À l'automne 2002, des étudiants de la Sullivan East High School de Bluff City dans le Tennessee utilisent les loges aériennes comme salle de classe , en raison d'une invasion de Stachybotrys nécessitant la fermeture de leur école pendant 6 semaines.
En octobre 2010, la Remote Area Medical (en) a établi une clinique sur le terrain intérieur de la piste, offrant un examen gratuit, des soins dentaires et des soins médicaux généraux aux personnes qui n'ont pas d'assurance médicale. Cette clinique gratuite sur le site du circuit est devenue un événement annuel puisque l'expérience fut reconduite en 2012 et en 2013,.
Pendant la période des vacances de fin d'année, le Bristol Motor Speedway accueille une organisation caritative dénommée le Pinnacle Speedway in Lights, un événement mettant en avant les éclairages de Noël (ceux-ci sont déployés tout au long de la route de 8 km entourant le Speedway et ses terrains) et d'autres activités. Le tout profite à diverses organisations caritatives.

### Football américain
En 1961, le circuit accueille un match d'avant saison de football américain de la National Football League entre les Eagles de Philadelphie et les Redskins de Washington.
En 2005, le propriétaire du circuit, Bruton Smith, propose une somme de 20 millions de $ aux universités de Tennesse et de Virginia Tech pour organiser un match entre leurs deux équipes de football américain. Virginia Tech était sur le point d'accepter mais Tennessee refusa la proposition.
Le 14 octobre 2013, après des années passées à tenter d'organiser un match, Virginia Tech, Tennesse et le Bristol Motor Speedway annonce qu'un match aura lieu le samedi 10 septembre 2016. Les organisateurs espéraient attirer 150 000 spectateurs ce qui dépasserait le record d'affluence à un match de football américain NCAA (115 000 spectateurs au Michigan Stadium. Le circuit est effectivement situé à environ 200 km du campus de l'Université de Virginia Tech et à environ 180 km du campus de l'Université du Tennessee. Le match, gagné 45 à 24 par les Volunteers du Tennessee rassembla une foule de 156 990 spectateurs, battant le record de plus de 40 000 unités.
Le terrain de football américain restera installé une semaine supplémentaire, pour permettre, le 17 septembre, le match à domicile de l'équipe de l'Université d'État du Tennessee de l'Est (les Buccaneers d'East Tennessee State) contre l'équipe de l'Université de la Caroline de l'Ouest (les Catamounts de la Caroline de l'Ouest), un événement surnommé les Bucs at Bristol. Il s'agissait du premier match de Southern Conference des Buccaneers à domicile depuis la saison 2003 puisque l'université n'avait plus inscrit d'équipe de football américain en NCAA avant 2015. Les Buccaneers menés 21 à 3 dans le second quart-temps remporteront le match 34 à 31.

## Quelques photos

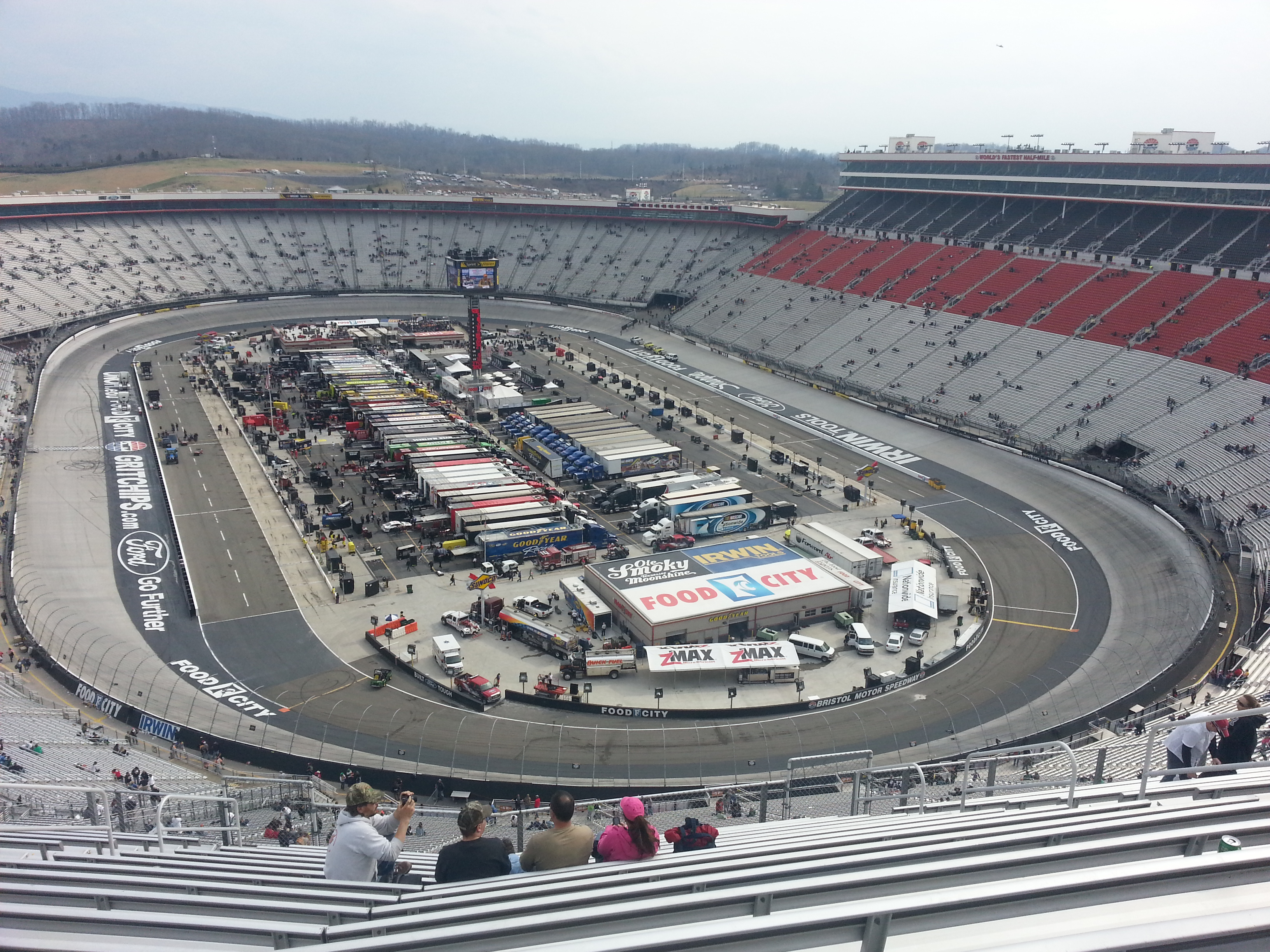
Vue générale du circuit en mars 2013.
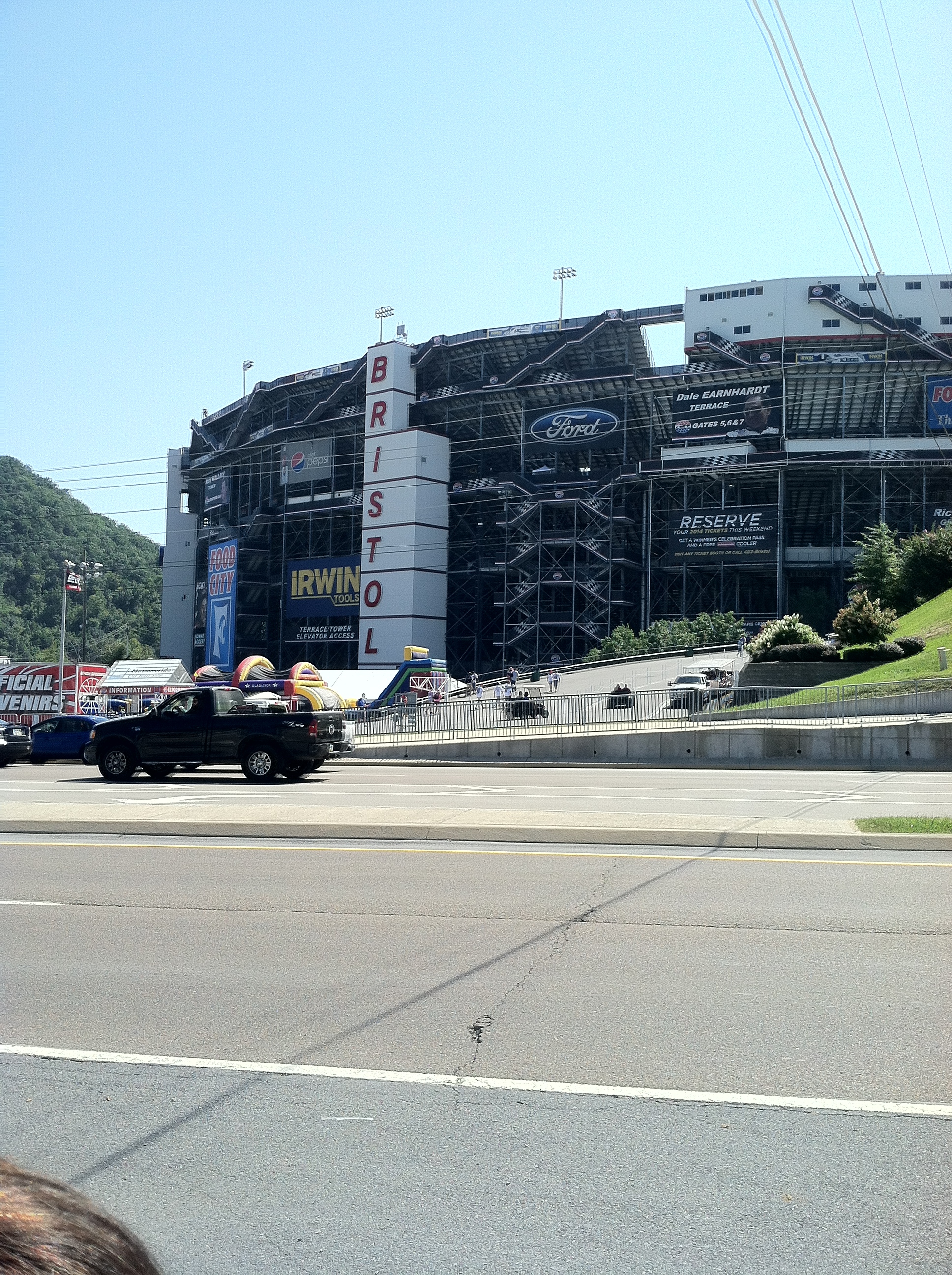
Vue extérieure du circuit au niveau du virage no 2 un jour de course en 2013.
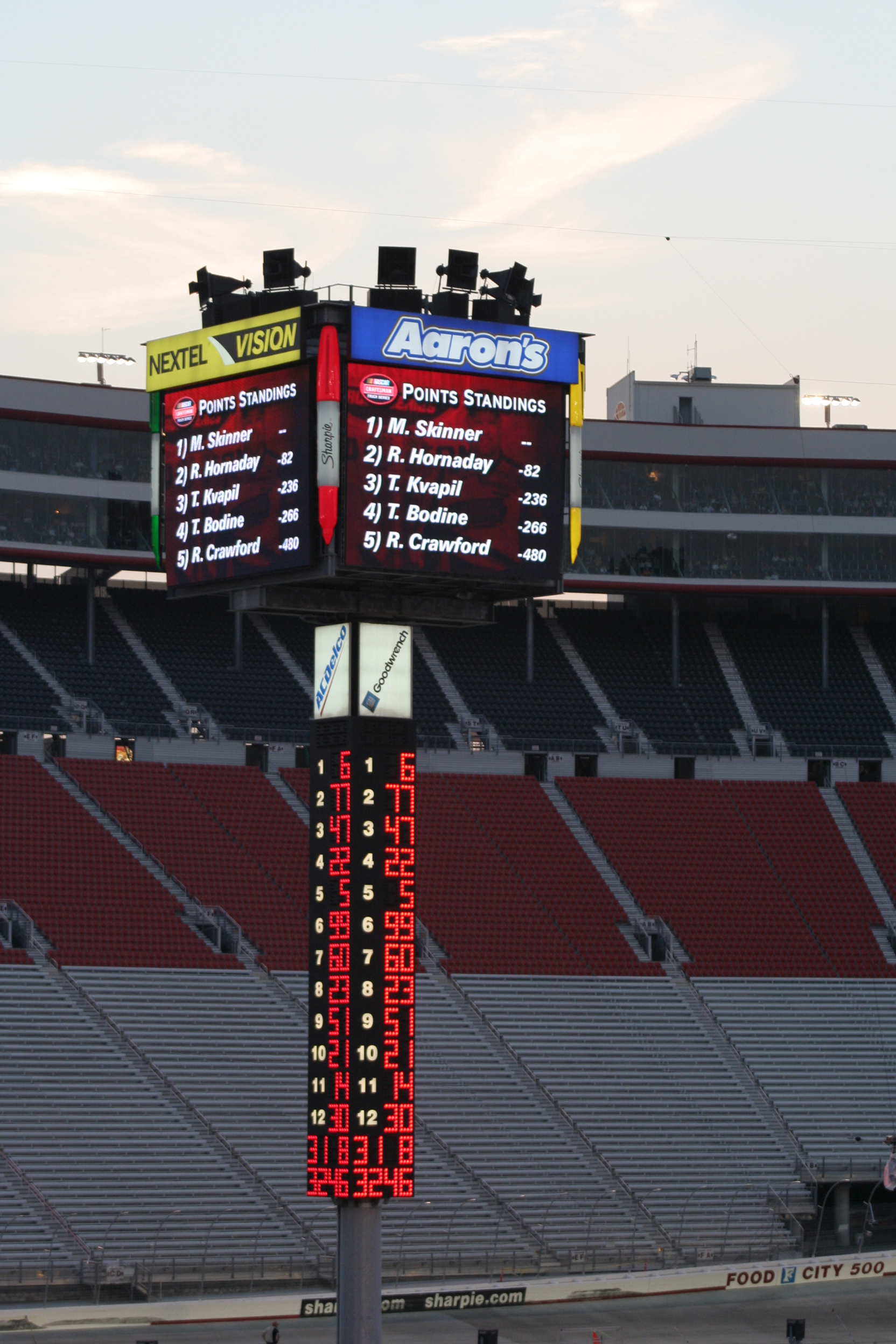
Le pylône des résultats en août 2007.
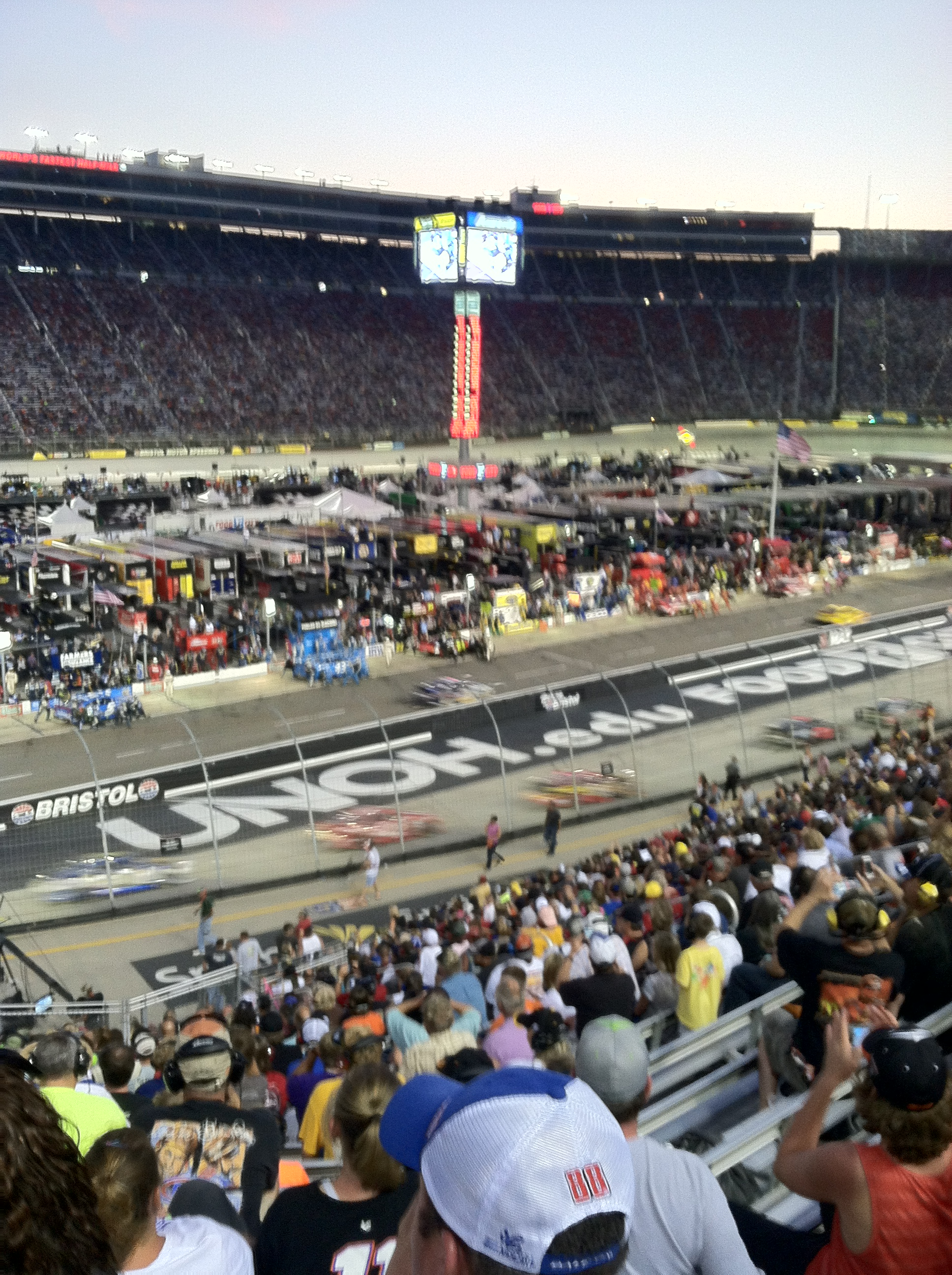
Ligne des stands en août 2013.
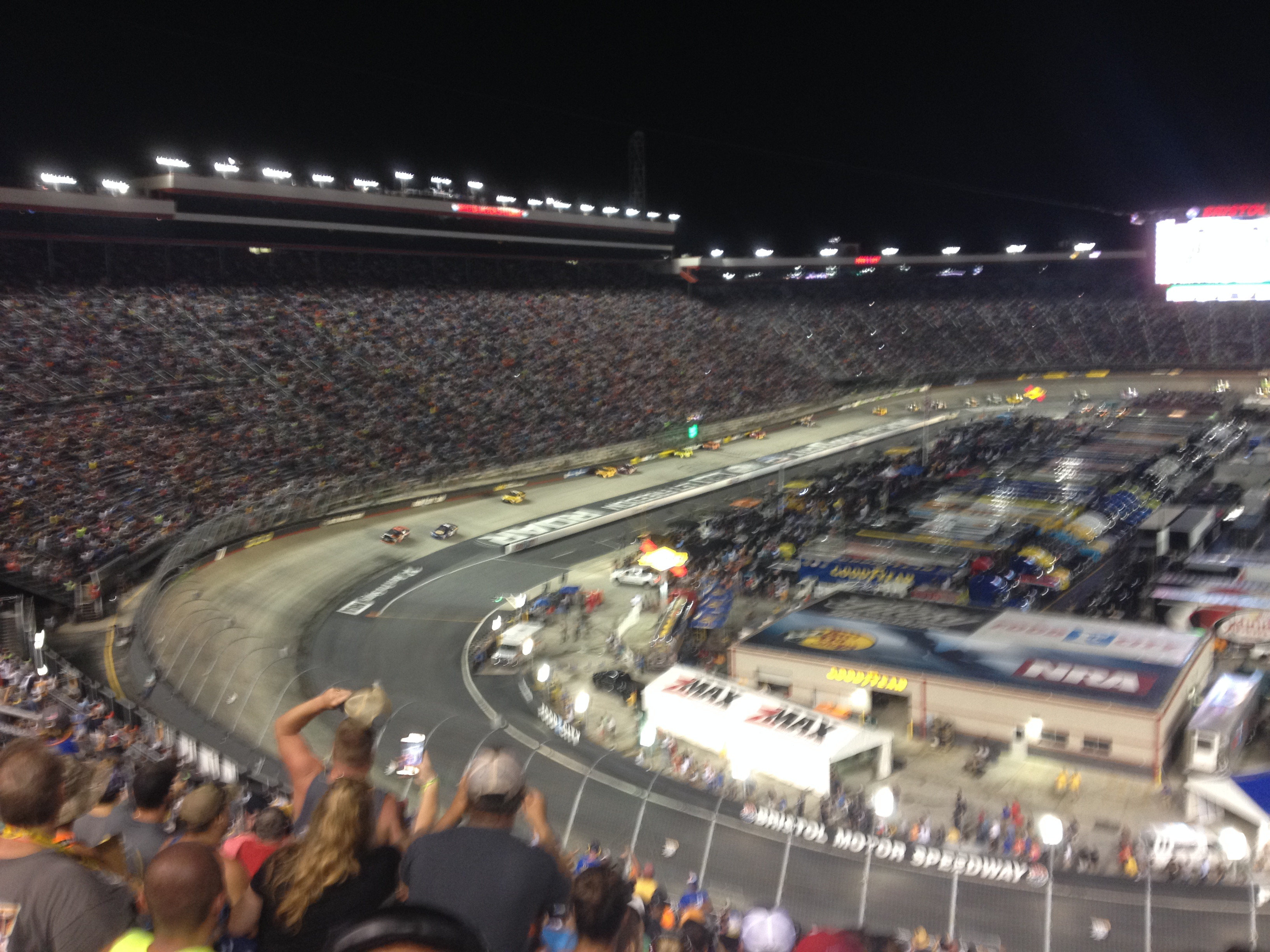
Le Bass Pro Shops NRA Night Race de 2016 vu de la tribune principale, avec Denny Hamlin no 11 leader en début de course.

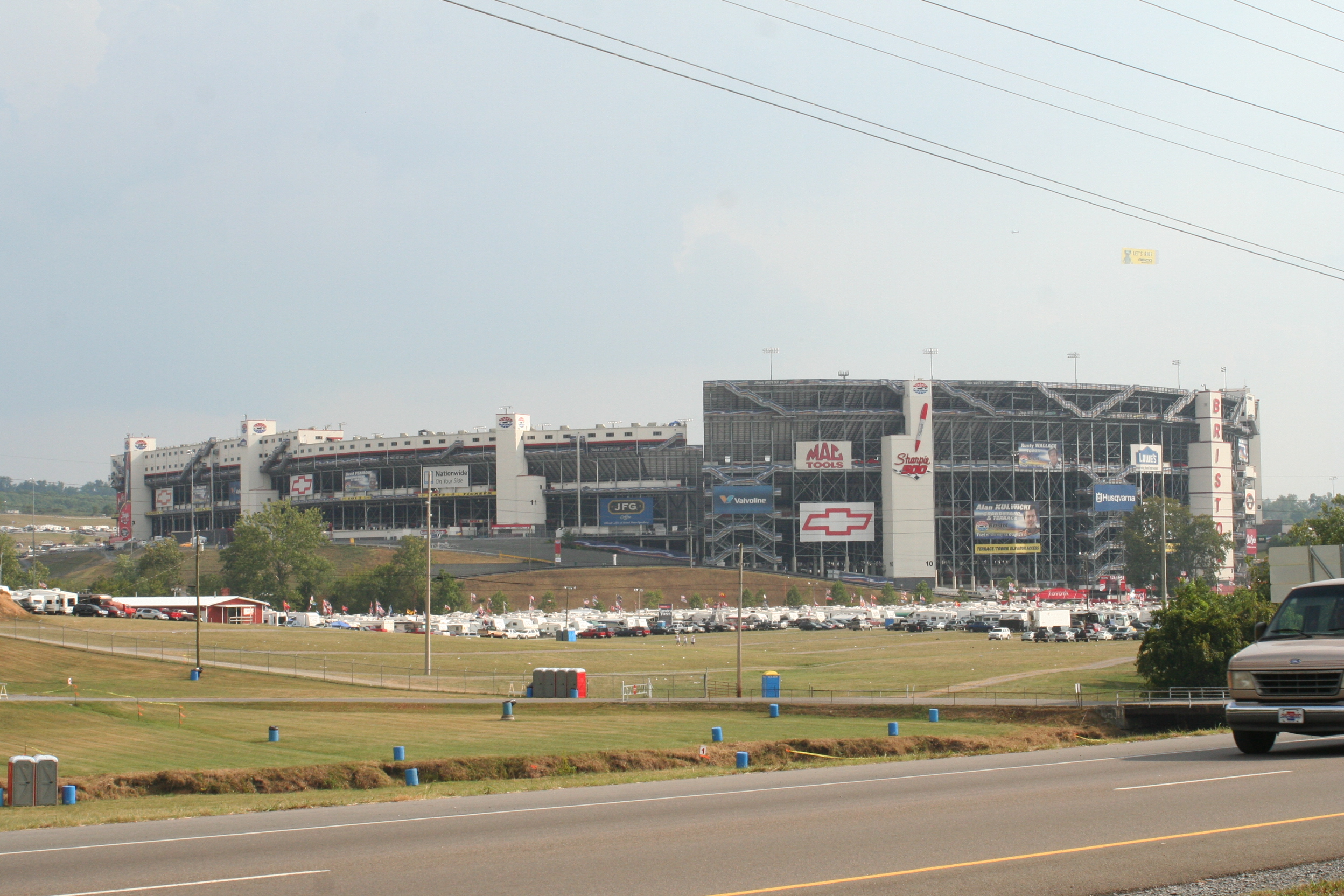
Vue extérieure de la tribune principale en août 2007.
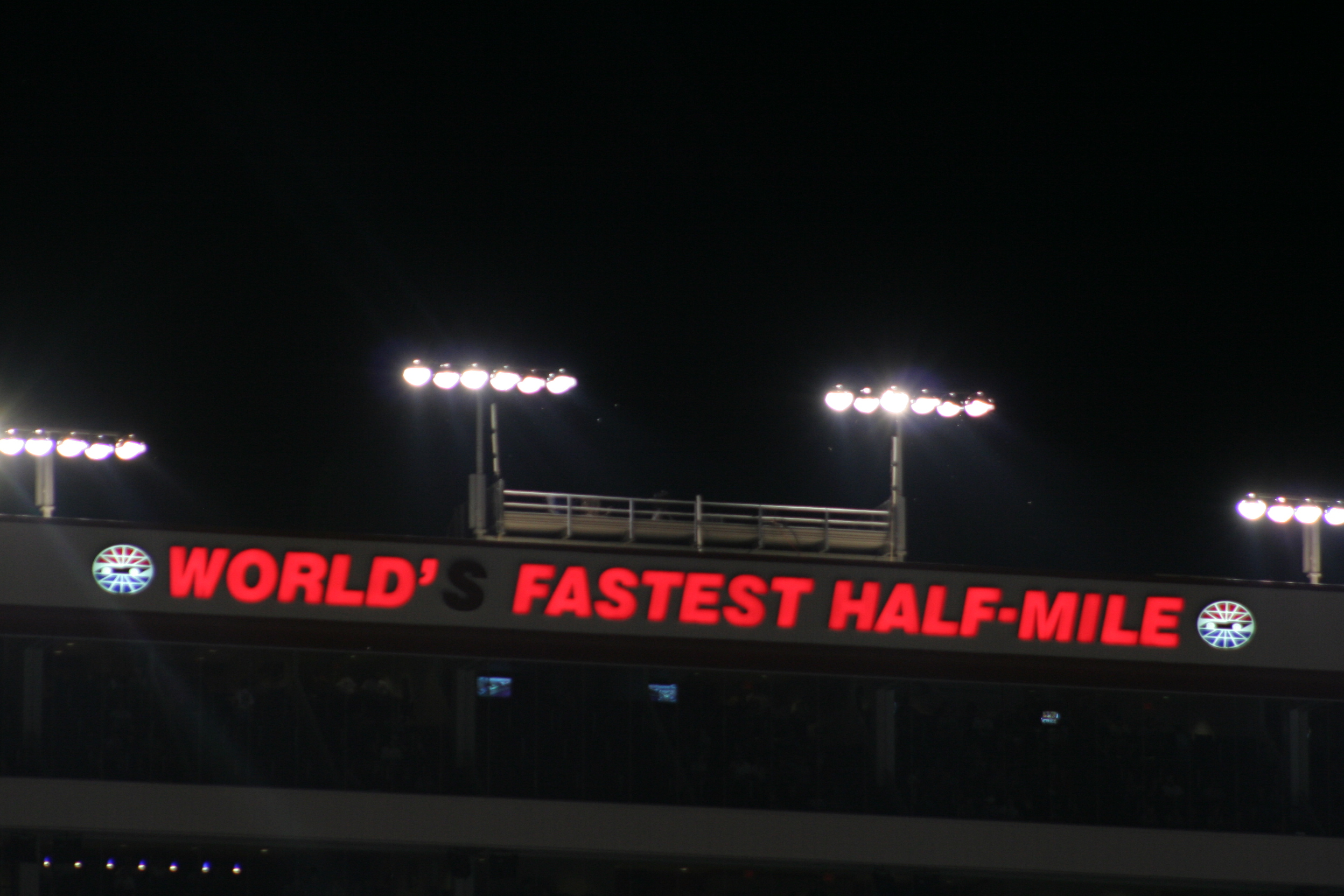
Le surnom du circuit.
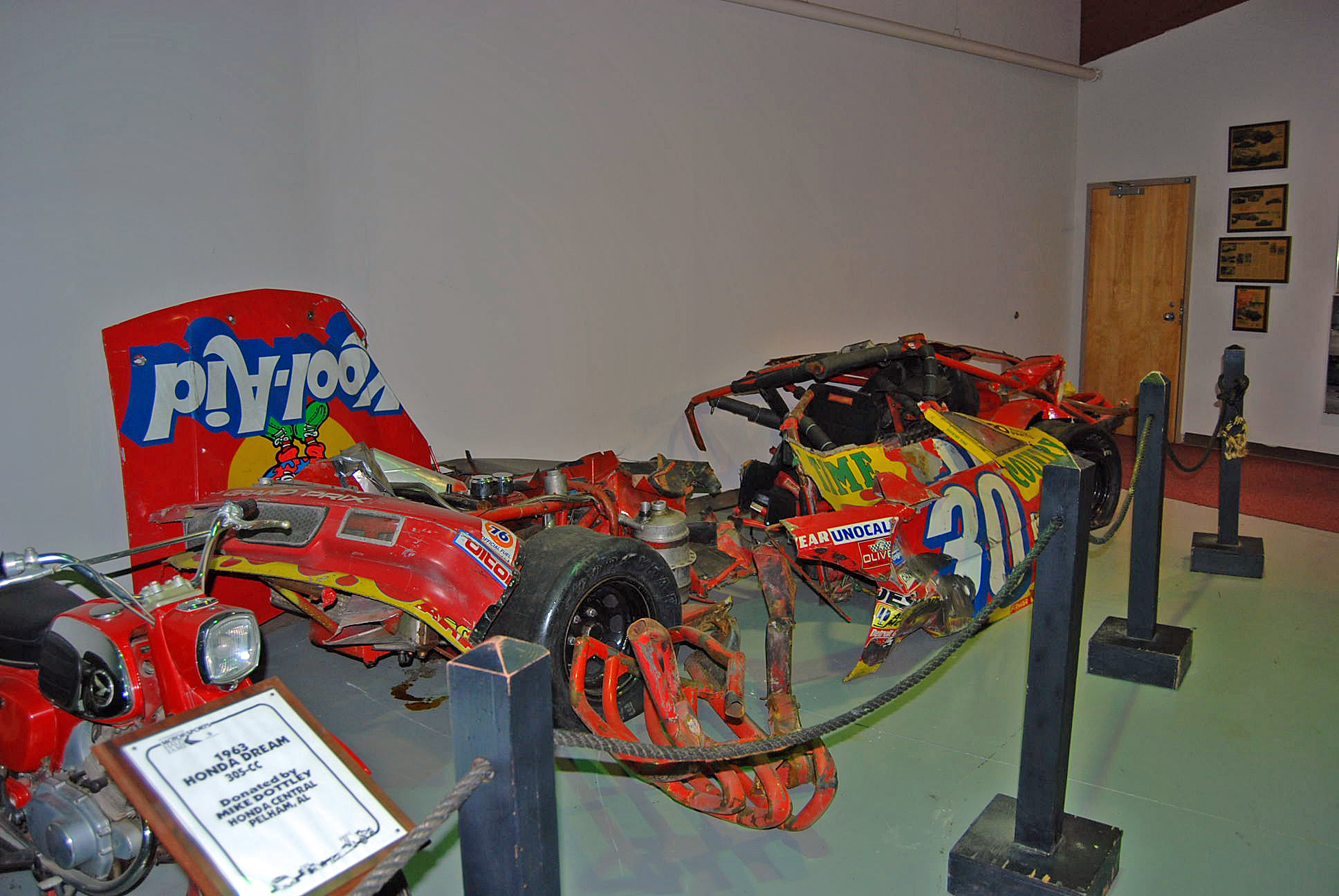
Une des deux voitures qui percutèrent la porte du virage no 2 en 1990 - voiture conduite par Michael Waltrip.